# Élections cantonales de 2008 dans les Deux-Sèvres
Les élections cantonales françaises de 2008 ont eu lieu les 9 et 16 mars 2008, conjointement avec les élections municipales.
Lors de ces élections, 17 des 33 cantons des Deux-Sèvres ont été renouvelés.

## Résultats à l'échelle du département
| Étiquette      | Étiquette                         | Premier tour | Premier tour | Second tour | Second tour | Sièges |
| Étiquette      | Étiquette                         | Voix         | %            | Voix        | %           | Sièges |
| -------------- | --------------------------------- | ------------ | ------------ | ----------- | ----------- | ------ |
|                | Parti socialiste                  | 31 394       | 31,48        | 8 635       | 41,21       | 6      |
|                | Divers gauche                     | 7 213        | 7,23         | 2 707       | 12,92       | 2      |
|                | Parti communiste français         | 2 782        | 2,79         |             |             |        |
|                | Les Verts                         | 5 353        | 5,37         |             |             |        |
| Gauche         | Gauche                            | 46 742       | 46,87        | 11 342      | 54,13       | 8      |
|                |                                   |              |              |             |             |        |
|                | Union pour un mouvement populaire | 11 189       | 11,22        | 1 506       | 7,19        | 2      |
|                | Divers droite                     | 38 265       | 38,37        | 8 106       | 38,68       | 7      |
|                | Front national                    | 1 236        | 1,24         |             |             |        |
|                | Mouvement démocrate               | 2 293        | 2,30         |             |             |        |
| Droite         | Droite                            | 52 983       | 53,13        | 9 612       | 45,87       | 9      |
|                |                                   |              |              |             |             |        |
| Inscrits       | Inscrits                          | 148 876      | 100,00       | 35 456      | 100,00      |        |
| Abstentions    | Abstentions                       | 44 536       | 29,91        | 13 895      | 39,19       |        |
| Votants        | Votants                           | 104 340      | 70,09        | 21 561      | 60,81       |        |
| Blancs et nuls | Blancs et nuls                    | 4 615        | 4,42         | 607         | 2,82        |        |
| Exprimés       | Exprimés                          | 99 725       | 95,58        | 20 954      | 97,18       |        |

### Liste des élus
| Canton                  | Conseiller sortant     | Parti | Parti     | Conseiller élu       | Parti | Parti |
| ----------------------- | ---------------------- | ----- | --------- | -------------------- | ----- | ----- |
| Airvault                | Dominique Paquereau    |       | DVD       | Dominique Paquereau  |       | DVD   |
| Argenton-les-Vallées    | Robert Girault         |       | DVD       | Robert Girault       |       | DVD   |
| Beauvoir-sur-Niort      | Jean-Claude Aubineau   |       | DVD       | Jean-Claude Aubineau |       | DVD   |
| Bressuire               | Henri Papin            |       | DVD       | Henri Papin          |       | DVD   |
| Brioux-sur-Boutonne     | Pierre Deborde*        |       | DVD       | Bernard Belaud       |       | DVD   |
| Chef-Boutonne           | Jean-Claude Sillon     |       | DVG       | Jean-Claude Sillon   |       | DVG   |
| Frontenay-Rohan-Rohan   | Joël Misbert           |       | PS        | Joël Misbert         |       | PS    |
| Mauléon                 | Louis-Marie Mirolleau* |       | DVD       | Daniel Amiot         |       | UMP   |
| Mauzé-sur-le-Mignon     | Jacques Morisset       |       | UMP       | Sébastien Dugleux    |       | DVG   |
| Mazières-en-Gâtine      | Jean-Marie Morisset    |       | UMP       | Jean-Marie Morisset  |       | UMP   |
| Melle                   | Paul Grégoire          |       | PS        | Paul Grégoire        |       | PS    |
| Niort-Nord              | Jacques Brossard       |       | DVD       | Françoise Billy      |       | PS    |
| Parthenay               | Gilbert Favreau        |       | DVD       | Gilbert Favreau      |       | DVD   |
| Saint-Loup-Lamairé      | Paul Parent*           |       | DVD       | Pascal Bironneau     |       | PS    |
| Saint-Maxient-l'École-1 | Jean-Luc Drapeau       |       | PS        | Jean-Luc Drapeau     |       | PS    |
| Secondigny              | Gérard Vitré           |       | DVD       | Gérard Vitré         |       | DVD   |
| Thouars-2               | Bernard Paineau        |       | Les Verts | Bernard Paineau      |       | PS    |

## Résultats par canton

### Canton d'Airvault
|                | Dominique Paquereau* | DVD            | 2 011 | 66,48  |  |  |
|                | Philippe Morin       | DVD            | 1 014 | 33,52  |  |  |
|                |                      |                |       |        |  |  |
| Inscrits       | Inscrits             | Inscrits       | 4 111 | 100,00 |  |  |
| Abstentions    | Abstentions          | Abstentions    | 931   | 22,65  |  |  |
| Votants        | Votants              | Votants        | 3 180 | 77,35  |  |  |
| Blancs et nuls | Blancs et nuls       | Blancs et nuls | 155   | 4,87   |  |  |
| Exprimés       | Exprimés             | Exprimés       | 3 025 | 95,13  |  |  |

*sortant

### Canton d'Argenton-les-Vallées
|                | Robert Girault*                 | DVD            | 3 738 | 69,84  |  |  |
|                | Marie-Laurence Lumineau-Volerit | DVG            | 1 614 | 30,16  |  |  |
|                |                                 |                |       |        |  |  |
| Inscrits       | Inscrits                        | Inscrits       | 7 645 | 100,00 |  |  |
| Abstentions    | Abstentions                     | Abstentions    | 1 997 | 26,12  |  |  |
| Votants        | Votants                         | Votants        | 5 648 | 73,88  |  |  |
| Blancs et nuls | Blancs et nuls                  | Blancs et nuls | 296   | 5,24   |  |  |
| Exprimés       | Exprimés                        | Exprimés       | 5 352 | 94,76  |  |  |

*sortant

### Canton de Beauvoir-sur-Niort
| Candidats      | Candidats             | Étiquette      | Premier tour | Premier tour | Second tour | Second tour |
| Candidats      | Candidats             | Étiquette      | Voix         | %            | Voix        | %           |
| -------------- | --------------------- | -------------- | ------------ | ------------ | ----------- | ----------- |
|                | Jean-Claude Aubineau* | DVD            | 1 328        | 47,96        | 1 262       | 50,36       |
|                | Rodolphe Challet      | PS             | 1 144        | 41,31        | 1 244       | 49,64       |
|                | Jean-Pierre Didier    | PCF            | 176          | 6,36         |             |             |
|                | Jacky Léton           | FN             | 121          | 4,37         |             |             |
|                |                       |                |              |              |             |             |
| Inscrits       | Inscrits              | Inscrits       | 3 976        | 100,00       | 3 976       | 100,00      |
| Abstentions    | Abstentions           | Abstentions    | 1 074        | 27,01        | 1 402       | 35,26       |
| Votants        | Votants               | Votants        | 2 902        | 72,99        | 2 574       | 64,74       |
| Blancs et nuls | Blancs et nuls        | Blancs et nuls | 133          | 4,58         | 68          | 2,64        |
| Exprimés       | Exprimés              | Exprimés       | 2 769        | 95,42        | 2 506       | 97,36       |

*sortant

### Canton de Bressuire
|                | Henri Papin*   | DVD            | 6 722  | 63,61  |  |  |
|                | Cyril Pouclet  | Verts          | 3 846  | 36,39  |  |  |
|                |                |                |        |        |  |  |
| Inscrits       | Inscrits       | Inscrits       | 16 420 | 100,00 |  |  |
| Abstentions    | Abstentions    | Abstentions    | 5 304  | 32,30  |  |  |
| Votants        | Votants        | Votants        | 11 116 | 67,70  |  |  |
| Blancs et nuls | Blancs et nuls | Blancs et nuls | 548    | 4,93   |  |  |
| Exprimés       | Exprimés       | Exprimés       | 10 568 | 95,07  |  |  |

*sortant

### Canton de Brioux-sur-Boutonne
|                | Bernard Belaud  | DVD            | 2 189 | 56,64  |  |  |
|                | Christian Goyer | PS             | 1 676 | 43,36  |  |  |
|                |                 |                |       |        |  |  |
| Inscrits       | Inscrits        | Inscrits       | 5 178 | 100,00 |  |  |
| Abstentions    | Abstentions     | Abstentions    | 1 126 | 21,75  |  |  |
| Votants        | Votants         | Votants        | 4 052 | 78,25  |  |  |
| Blancs et nuls | Blancs et nuls  | Blancs et nuls | 187   | 4,62   |  |  |
| Exprimés       | Exprimés        | Exprimés       | 3 865 | 95,38  |  |  |

### Canton de Chef-Boutonne
|                | Jean-Claude Sillon* | DVG            | 1 832 | 51,16  |  |  |
|                | Fabrice Michelet    | DVD            | 959   | 26,78  |  |  |
|                | Jacques Flandrois   | DVD            | 790   | 22,06  |  |  |
|                |                     |                |       |        |  |  |
| Inscrits       | Inscrits            | Inscrits       | 4 664 | 100,00 |  |  |
| Abstentions    | Abstentions         | Abstentions    | 970   | 20,80  |  |  |
| Votants        | Votants             | Votants        | 3 694 | 79,20  |  |  |
| Blancs et nuls | Blancs et nuls      | Blancs et nuls | 113   | 3,06   |  |  |
| Exprimés       | Exprimés            | Exprimés       | 3 581 | 96,94  |  |  |

*sortant

### Canton de Frontenay-Rohan-Rohan
|                | Joël Misbert*    | PS             | 3 042 | 57,45  |  |  |
|                | Gilbert Baranger | DVG            | 1 638 | 30,93  |  |  |
|                | Roland Pommier   | PCF            | 615   | 11,61  |  |  |
|                |                  |                |       |        |  |  |
| Inscrits       | Inscrits         | Inscrits       | 7 901 | 100,00 |  |  |
| Abstentions    | Abstentions      | Abstentions    | 2 322 | 29,39  |  |  |
| Votants        | Votants          | Votants        | 5 579 | 70,61  |  |  |
| Blancs et nuls | Blancs et nuls   | Blancs et nuls | 284   | 5,09   |  |  |
| Exprimés       | Exprimés         | Exprimés       | 5 295 | 94,91  |  |  |

*sortant

### Canton de Mauléon
|                | Daniel Amiot    | UMP            | 4 251  | 54,17  |  |  |
|                | André Hérault   | PS             | 3 008  | 38,33  |  |  |
|                | Lucie Chaumeron | FN             | 589    | 7,51   |  |  |
|                |                 |                |        |        |  |  |
| Inscrits       | Inscrits        | Inscrits       | 12 153 | 100,00 |  |  |
| Abstentions    | Abstentions     | Abstentions    | 3 790  | 31,19  |  |  |
| Votants        | Votants         | Votants        | 8 363  | 68,81  |  |  |
| Blancs et nuls | Blancs et nuls  | Blancs et nuls | 515    | 6,16   |  |  |
| Exprimés       | Exprimés        | Exprimés       | 7 848  | 93,84  |  |  |

### Canton de Mauzé-sur-le-Mignon
| Candidats      | Candidats          | Étiquette      | Premier tour | Premier tour | Second tour | Second tour |
| Candidats      | Candidats          | Étiquette      | Voix         | %            | Voix        | %           |
| -------------- | ------------------ | -------------- | ------------ | ------------ | ----------- | ----------- |
|                | Jacques Morisset*  | UMP            | 1 664        | 44,72        | 1 506       | 44,93       |
|                | Sébastien Dugleux  | DVG            | 1 514        | 40,69        | 1 846       | 55,07       |
|                | Bernard Lamberton  | PCF            | 334          | 8,98         |             |             |
|                | Philippe Gouilhers | FN             | 209          | 5,62         |             |             |
|                |                    |                |              |              |             |             |
| Inscrits       | Inscrits           | Inscrits       | 5 268        | 100,00       | 5 268       | 100,00      |
| Abstentions    | Abstentions        | Abstentions    | 1 403        | 26,63        | 1 831       | 34,76       |
| Votants        | Votants            | Votants        | 3 865        | 73,37        | 3 437       | 65,24       |
| Blancs et nuls | Blancs et nuls     | Blancs et nuls | 144          | 3,73         | 85          | 2,47        |
| Exprimés       | Exprimés           | Exprimés       | 3 721        | 96,27        | 3 352       | 97,53       |

*sortant

### Canton de Mazières-en-Gâtine
|                | Jean-Marie Morisset* | UMP            | 2 681 | 70,85  |  |  |
|                | Patrick Rousseau     | PS             | 1 103 | 29,15  |  |  |
|                |                      |                |       |        |  |  |
| Inscrits       | Inscrits             | Inscrits       | 5 113 | 100,00 |  |  |
| Abstentions    | Abstentions          | Abstentions    | 1 181 | 23,10  |  |  |
| Votants        | Votants              | Votants        | 3 932 | 76,90  |  |  |
| Blancs et nuls | Blancs et nuls       | Blancs et nuls | 148   | 3,76   |  |  |
| Exprimés       | Exprimés             | Exprimés       | 3 784 | 96,24  |  |  |

*sortant

### Canton de Melle
|                | Paul Grégoire* | PS             | 2 622 | 54,21  |  |  |
|                | Olivier Ubéda  | UMP            | 1 415 | 29,25  |  |  |
|                | Max Rouvreau   | PCF            | 800   | 16,54  |  |  |
|                |                |                |       |        |  |  |
| Inscrits       | Inscrits       | Inscrits       | 6 984 | 100,00 |  |  |
| Abstentions    | Abstentions    | Abstentions    | 1 950 | 27,92  |  |  |
| Votants        | Votants        | Votants        | 5 034 | 72,08  |  |  |
| Blancs et nuls | Blancs et nuls | Blancs et nuls | 197   | 3,91   |  |  |
| Exprimés       | Exprimés       | Exprimés       | 4 837 | 96,09  |  |  |

*sortant

### Canton de Niort-Nord
| Candidats      | Candidats         | Étiquette      | Premier tour | Premier tour | Second tour | Second tour |
| Candidats      | Candidats         | Étiquette      | Voix         | %            | Voix        | %           |
| -------------- | ----------------- | -------------- | ------------ | ------------ | ----------- | ----------- |
|                | Jacques Brossard* | DVD            | 5 927        | 43,10        | 6 011       | 47,12       |
|                | Françoise Billy   | PS             | 5 788        | 42,09        | 6 747       | 52,88       |
|                | Bernard Jourdain  | Verts          | 1 507        | 10,96        |             |             |
|                | Jean-Pierre Papot | PCF            | 528          | 3,84         |             |             |
|                | Jannick Tardy     | DVG            | 2            | 0,01         |             |             |
|                |                   |                |              |              |             |             |
| Inscrits       | Inscrits          | Inscrits       | 22 977       | 100,00       | 22 969      | 100,00      |
| Abstentions    | Abstentions       | Abstentions    | 8 785        | 38,23        | 9 830       | 42,80       |
| Votants        | Votants           | Votants        | 14 192       | 61,77        | 13 139      | 57,20       |
| Blancs et nuls | Blancs et nuls    | Blancs et nuls | 440          | 3,10         | 381         | 2,90        |
| Exprimés       | Exprimés          | Exprimés       | 13 752       | 96,90        | 12 758      | 97,10       |

*sortant

### Canton de Parthenay
|                | Gilbert Favreau* | DVD            | 6 098  | 58,83  |  |  |
|                | Françoise Bély   | PS             | 4 267  | 41,17  |  |  |
|                |                  |                |        |        |  |  |
| Inscrits       | Inscrits         | Inscrits       | 15 793 | 100,00 |  |  |
| Abstentions    | Abstentions      | Abstentions    | 4 976  | 31,51  |  |  |
| Votants        | Votants          | Votants        | 10 817 | 68,49  |  |  |
| Blancs et nuls | Blancs et nuls   | Blancs et nuls | 452    | 4,18   |  |  |
| Exprimés       | Exprimés         | Exprimés       | 10 365 | 95,82  |  |  |

*sortant

### Canton de Saint-Loup-Lamairé
| Candidats      | Candidats              | Étiquette      | Premier tour | Premier tour | Second tour | Second tour |
| Candidats      | Candidats              | Étiquette      | Voix         | %            | Voix        | %           |
| -------------- | ---------------------- | -------------- | ------------ | ------------ | ----------- | ----------- |
|                | Pascal Bironneau       | DVG            | 613          | 24,14        | 861         | 36,83       |
|                | Hervé Ducoin           | DVD            | 568          | 22,37        | 833         | 35,63       |
|                | Jean-Pierre Parpaix    | PS             | 567          | 22,33        | 644         | 27,54       |
|                | Jean-François Coiffard | UMP            | 440          | 17,33        | Retrait     | Retrait     |
|                | Aimé Lanoue            | DVD            | 351          | 13,82        |             |             |
|                |                        |                |              |              |             |             |
| Inscrits       | Inscrits               | Inscrits       | 3 243        | 100,00       | 3 243       | 100,00      |
| Abstentions    | Abstentions            | Abstentions    | 563          | 17,36        | 832         | 25,66       |
| Votants        | Votants                | Votants        | 2 680        | 82,64        | 2 411       | 74,34       |
| Blancs et nuls | Blancs et nuls         | Blancs et nuls | 141          | 5,26         | 73          | 3,03        |
| Exprimés       | Exprimés               | Exprimés       | 2 539        | 94,74        | 2 338       | 96,97       |

### Canton de Saint-Maixent-l'École-1
|                | Jean-Luc Drapeau*      | PS             | 3 979  | 52,61  |  |  |
|                | Alain Rossard          | DVD            | 1 414  | 18,70  |  |  |
|                | Michel Girard          | DVD            | 1 080  | 14,28  |  |  |
|                | Rudolf Cassaro         | MoDem          | 773    | 10,22  |  |  |
|                | Jean-Romée Charbonneau | FN             | 317    | 4,19   |  |  |
|                |                        |                |        |        |  |  |
| Inscrits       | Inscrits               | Inscrits       | 11 519 | 100,00 |  |  |
| Abstentions    | Abstentions            | Abstentions    | 3 641  | 31,61  |  |  |
| Votants        | Votants                | Votants        | 7 878  | 68,39  |  |  |
| Blancs et nuls | Blancs et nuls         | Blancs et nuls | 315    | 4,00   |  |  |
| Exprimés       | Exprimés               | Exprimés       | 7 563  | 96,00  |  |  |

*sortant

### Canton de Secondigny
|                | Gérard Vitré*     | DVD            | 2 414 | 61,36  |  |  |
|                | Jean-Michel Pérou | MoDem          | 1 520 | 38,64  |  |  |
|                |                   |                |       |        |  |  |
| Inscrits       | Inscrits          | Inscrits       | 5 442 | 100,00 |  |  |
| Abstentions    | Abstentions       | Abstentions    | 1 294 | 23,78  |  |  |
| Votants        | Votants           | Votants        | 4 148 | 76,22  |  |  |
| Blancs et nuls | Blancs et nuls    | Blancs et nuls | 214   | 5,16   |  |  |
| Exprimés       | Exprimés          | Exprimés       | 3 934 | 94,84  |  |  |

*sortant

### Canton de Thouars-2
|                | Bernard Paineau* | PS             | 4 198  | 60,60  |  |  |
|                | Michel Doret     | DVD            | 1 662  | 23,99  |  |  |
|                | Irène Joly       | UMP            | 738    | 10,65  |  |  |
|                | Jeannine Zeekaff | PCF            | 329    | 4,75   |  |  |
|                |                  |                |        |        |  |  |
| Inscrits       | Inscrits         | Inscrits       | 10 489 | 100,00 |  |  |
| Abstentions    | Abstentions      | Abstentions    | 3 229  | 30,78  |  |  |
| Votants        | Votants          | Votants        | 7 260  | 69,22  |  |  |
| Blancs et nuls | Blancs et nuls   | Blancs et nuls | 333    | 4,59   |  |  |
| Exprimés       | Exprimés         | Exprimés       | 6 927  | 95,41  |  |  |

*sortant